# Squarewave Orchestra
Squarewave Orchestra je hudební skupina tvořící hudbu na historických počítačích. Skupina má dva členy vystupující pod přezdívkami kvee a nooly. Skupina vznikla v roce 2011. Skupina má za sebou několik živých vystoupení, mimo jiné na vyhlášení herní ankety Booom 2012 a Felfest 2014.  Při jejich vystoupení na ArcadeHry 2012 využívali k produkci také počítač Commodore C64c.